# Michael Sugar
Michael Sugar é um produtor de cinema estadunidense. Venceu o Oscar de melhor filme na edição de 2016 pela realização da obra Spotlight, ao lado de Steve Golin, Nicole Rocklin e Blye Pagon Faust.

## Filmografia
- 2002: WinTuition
- 2004: A Separate Peace
- 2007: Rendition
- 2011: Restless
- 2012: Big Miracle
- 2012: Transit
- 2013: Stroumboulopoulos
- 2013: The Fifth Estate
- 2014: The Knick
- 2014: The Keeping Room
- 2015: Spotlight
- 2016: The OA
- 2016: Collateral Beauty
- 2017: 13 Reasons Why
- 2018: Maniac
- 2019: The Laundromat
- 2020: What is Life Worth